# Uranchimegiin Mönkh-Erdene
Uranchimegiin Mönkh-Erdene est un boxeur mongol né le 22 mars 1982.

## Carrière
Sa carrière amateur est principalement marquée par 3 médailles de bronze remportées aux Jeux olympiques de Londres en 2012, aux championnats du monde de Milan en 2009 dans la catégorie super-légers et aux championnats d'Asie de Seremban en 2002 en poids plumes.

## Palmarès

### Jeux olympiques
- Médaille de bronze en -64 kg aux Jeux de 2012 à Londres, Angleterre
- Participation aux Jeux de 2004 à Athènes, Grèce

### Championnats du monde de boxe amateur
- Médaille de bronze en - 64 kg en 2009 à Milan, Italie

### Championnats d'Asie de boxe amateur
- Médaille de bronze en - 57 kg en 2002 à Seremban, Malaisie

## Référence
1. ↑  (en) Résultats des championnats du monde 2009 (amateur-boxing.strefa.pl)